# Rumia
Rumia (kaszb. Rëmiô, niem. Rahmel) – miasto w województwie pomorskim, w powiecie wejherowskim nad Zagórską Strugą. Z miastami Wejherowem i Redą tworzy zespół trzech miast zwany Małym Trójmiastem Kaszubskim.
Wieś duchowna położona była w II połowie XVI wieku w powiecie puckim województwa pomorskiego. W latach 1945–1975 miasto administracyjnie należało do tak zwanego dużego województwa gdańskiego, a w latach 1975–1998 do tak zwanego małego województwa gdańskiego.
Według danych z 31 grudnia 2023 Rumia liczyła 53 316 mieszkańców. Jest największym polskim miastem niebędącym siedzibą powiatu oraz największym miastem pod względem mieszkańców w powiecie wejherowskim.

## Struktura powierzchni
Według danych z 2002 Rumia ma obszar 32,86 km², w tym:
- użytki rolne: 26%
- użytki leśne: 44%

Miasto stanowi 2,35% powierzchni powiatu.
W 2021 ustalono, że na 32 km ulic w mieście znajduje się 4387 nośników reklamowych.

### Sąsiednie gminy
Gdynia, Kosakowo, Puck (gmina wiejska), Reda, Wejherowo.

## Historia
- VI–IV wiek p.n.e. – osada (wykopaliska) pochodząca z wczesnej epoki żelaza.
- 1223/1224 – pierwsza wzmianka w bliżej niedatowanym dokumencie[7], w którym książę pomorski Świętopełk nadaje wieś Ruminę opactwu cystersów z Oliwy. Klasztor pozostaje w jego posiadaniu do 1772.
- 1870 – doprowadzenie kolei.
- 1892 - wieś ma razem z folwarkiem 932 mieszkańców (728 Kaszubów (709 katolików i 19 ewangelików), 201 Niemców (15 katolików i 186 ewangelików) oraz 3 Żydów)[8].
- 1913 - we wsi jest 5 większych właścicieli ziemskich: Albert Dodenhoeft, A.Gerlach, Kurt Gerlach, Josef Kreft i Leo Kreft. 3 karczmarzy: Stanislaus Baranowski, Wilhelm Bombel oraz pani Markowz. Właścicielem młyna i tartaku jest R.H. Kuel, drugi tartak prowadzi Franz Stalinski. Są 2 przedsiębiorstwa budowlane prowadzone przez Franza Rosinke i Theodora Schlossa. We wsi jest 3 rzeźników: Jul. Bartz, Jul. Klawikowski i pani L. Buszkiewicz. Działa też 2 kowali: Adolf Gillmann i Jul. Reinke, 2 krawców: Johaness Frochmeyer i Paul Leihe, 2 szewców: Adam Klebba i Rudolf Schroeder. Działają również szklarz Michael Bladowski i fryzjer Hans Rohde. Kołodziejem jest J. Dawidowski. Są sklepy: budowlany, metalowy, galanteryjny, odzieżowy, z porcelaną i artykułami z wełny[9].
- 10 lutego 1920 – wkroczenie Wojska Polskiego.
- 1939 – w walkach obronnych ginie 2 tys. żołnierzy polskich. W dniach 9-11 września żołnierze 322 Pułku Piechoty armii niemieckiej zabili 21 jeńców polskich w Białej Rzece (osiedle Rumi)[10].
- 1939–1945 – niemiecka okupacja Rumi. Zamiana ul. Jana III Sobieskiego na Adolf Hitler Strasse[11].
- 13–27 marca 1945 – niemiecka obrona Góry Markowca.
- 1945 – w walkach z armią niemiecką ginie 4,5 tys. żołnierzy polskich i radzieckich.
- 1954 – prawa miejskie – miasto powstało z połączenia wsi: Rumia, Zagórze, Biała Rzeka, Szmelta i Janowo.
- 1 stycznia 2001 – przyłączenie do miasta wsi Kazimierz z gminy Kosakowo[12] (decyzja cofnięta kilka miesięcy później).

## Epizod lotniczy
W latach 1928–1931 nastąpiła parcelacja majątku ziemskiego należącego do Dymitra Andault de Langeron, niegdyś folwarku cysterskiego. Tym samym władze gminne uzyskały 280 ha ziemi. Część przejęli lokalni rolnicy, pozostały teren przeznaczono na budowę lotniska. W sierpniu 1931 Aeroklub Gdański, niemogący korzystać z lotniska Gdańsk – Wrzeszcz, założył w Rumi ośrodek szkoleniowy i siedzibę klubu. W początkowym okresie wykorzystywano samoloty typu PZL.5. W 1932 zapadła decyzja o budowie lotniska w Rumi. 1 maja 1935, na przedłużeniu ul. Żwirki i Wigury uruchomiono lotnisko cywilne dla Gdyni („Port lotniczy Gdynia w Rumi-Zagórzu”), sukcesywnie je rozbudowując w kolejnych latach. Po wybudowaniu budynku dworca w 1936 (o kubaturze około 12 000 m³, wyłożonego różowym marmurem, z urzędem pocztowym Gdynia 1 – Port Lotniczy), obsługiwano połączenia z Warszawą, w początkowym okresie przez Gdańsk. Od 1939 istniały połączenia z Kopenhagą i Wenecją; wcześniej uruchomiono linie Gdynia – Rzym i Gdynia – Budapeszt – Belgrad. W 1937 lotnisko obsłużyło blisko 3 tysiące pasażerów. Utrzymywano też stałe połączenie z Gdańskiem samolotami typu Fokker F-VII/1M. Przed wybuchem wojny lotnisko dysponowało dwiema drogami startowymi o nawierzchni darniowej (o dług. około 1300 m każda) oraz dwoma hangarami konstrukcji łukowej (o wymiarach 40 x 50,6 m). Lotniskiem zapasowym było lądowisko w majątku Nowe Obłuże, obecnie Gdynia Babie Doły, dzisiejszy Port lotniczy Gdynia-Kosakowo. Na lotnisku montowano też sprowadzane z USA dla PLL LOT samoloty typów Lockheed L-10A Electra oraz L-14H Super Electra, również dla jugosłowiańskich linii lotniczych Aeroput i rumuńskich Lares. Od 1932 rumskie lotnisko stanowiło również zaplecze dla Morskiego Dywizjonu Lotniczego z Pucka. W 1939 podczas uroczystości patriotycznej gościem lotniska był płk Stanisław Dąbek.

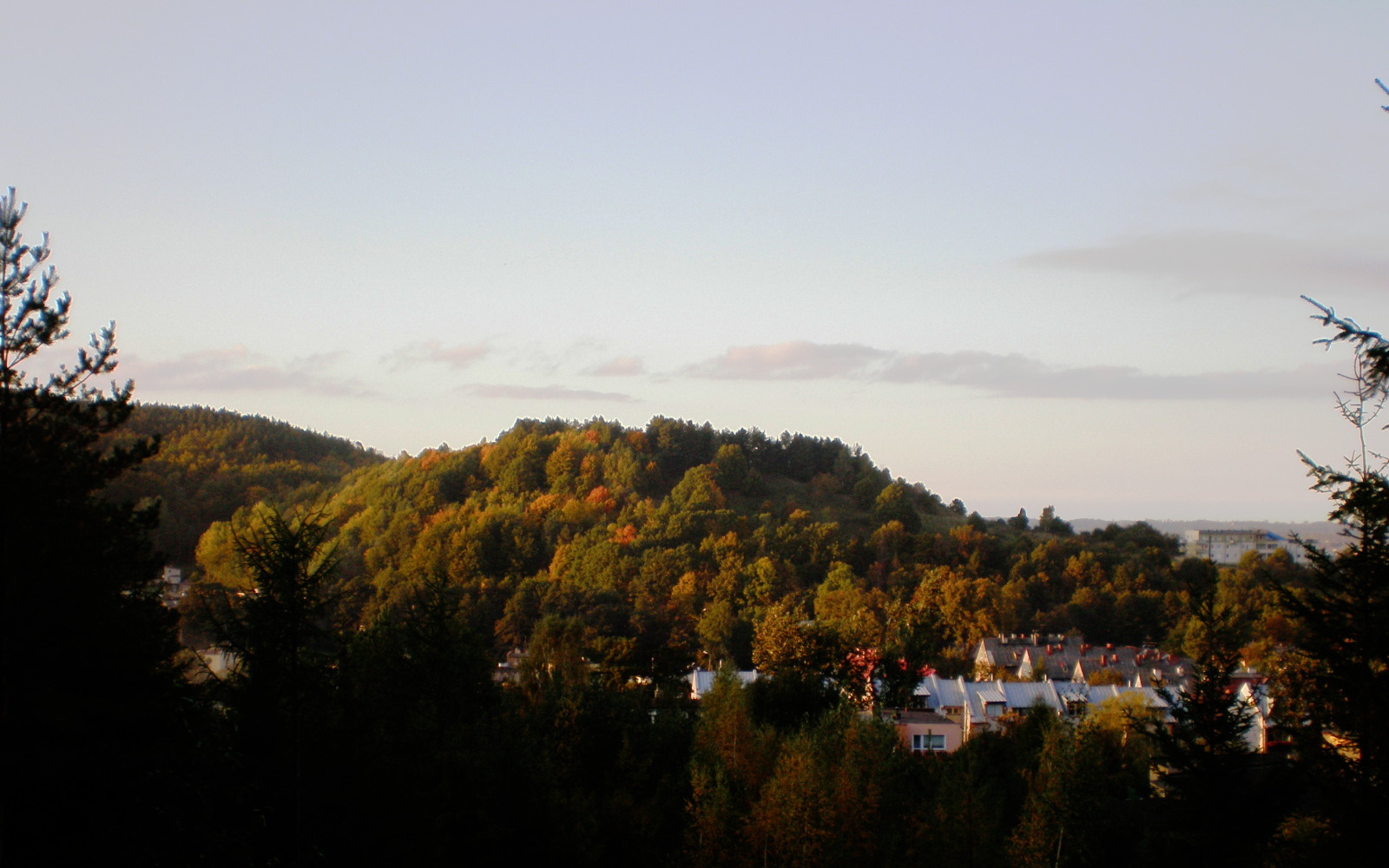
Góra Markowca – w czasie okupacji stanowisko radaru i dział przeciwlotniczych

W czasie okupacji niemieckiej w latach 1941–1942 Niemcy rozbudowali tutejsze lotnisko, które wraz z puckimi obiektami lotniczymi tworzyło Gdyński Zespół Lotniskowy. Obiekty pełniły funkcje pomocnicze oraz stanowiły zaplecze dla fabryk produkujących części samolotowe – Niemcy kontynuowali produkcję samolotów dla niemieckiej Luftwaffe, fabryka istniała w Zagórzu – Gemeinschaftslager-Flugzeugwerk-Kurt-Kannenberg (po 1945 teren pofabryczny zajmowany był przez Rumskie Zakłady Garbarskie, obecnie znajduje się tu Galeria Rumia), pozostałe zakłady rozlokowano w Gdyni. W zakładach tych pracowali jeńcy wojenni, na obszarze obecnej Rumi w okresie okupacji działało kilka obozów pracy, w tym wyżej wspomniana fabryka w Zagórzu. Produkowano tu myśliwce typu Focke-Wulf Fw 190, bombowce Heinkel He 111 oraz Junkers Ju 288. Na Górze Markowca Niemcy umieścili stanowisko radaru przeciwlotniczego Würzburg FuMG 62, baterię czterech dział przeciwlotniczych 105 mm, poczwórnie sprzężone działko 20 mm oraz dalmierz artyleryjski. Resztki tych instalacji są widoczne nadal. W marcu 1945 w wyniku niemieckich działań minerskich i późniejszych bombardowań alianckich lotnisko zostało zniszczone i w latach powojennych uległo likwidacji. Na jego miejscu powstało osiedle domów jednorodzinnych. W ostatnich latach niszczone są pozostałości rumskiego lotniska (przykładem jest schron-magazyn przy ul. Tysiąclecia), na skrzyżowaniu ulic Sędzickiego oraz Żwirki i Wigury zachował się jednoosobowy schron naziemny – stanowisko obserwacyjne, obecnie wykorzystywany jako słup ogłoszeniowy. Na przedłużeniu ul. I Dywizji Wojska Polskiego pod wsią Kazimierz znajduje się pozostałość drogowego odcinka lotniskowego (DOL) wraz ze stojanką. Obiekt związany jest z lotniskiem Marynarki Wojennej w Babich Dołach.

## Dzielnice Rumi

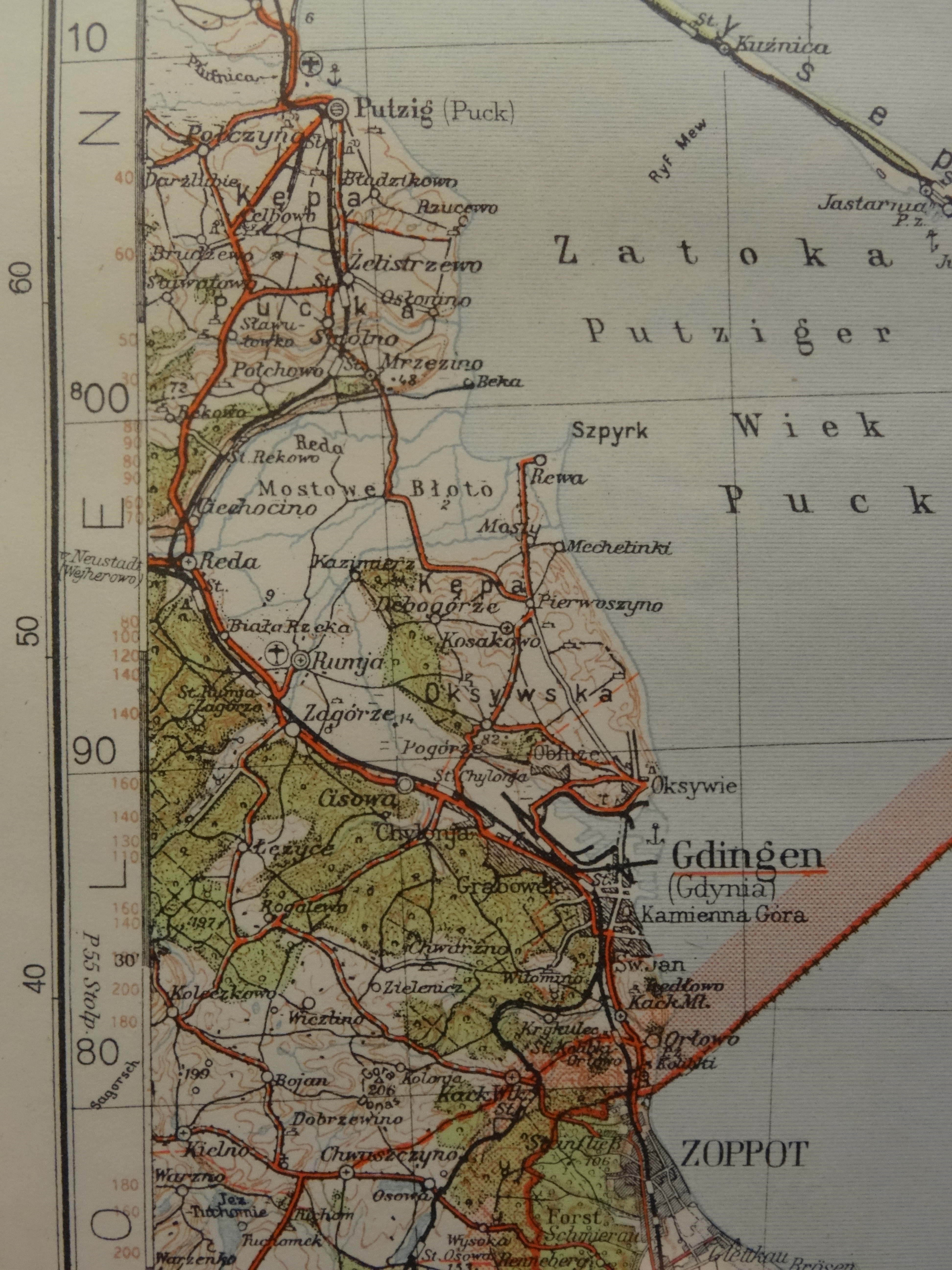
Rumia na niemieckiej mapie sztabowej, przed 1939

Rumia nie jest administracyjnie podzielona na dzielnice. Rumia powstała w wyniku połączenia kilku wsi i ich nazwy zwyczajowo funkcjonują jako nazwy dzielnic i osiedli miasta:
- Biała Rzeka
- Janowo
- Lotnisko
- Stara Piła
- Stara Rumia
- Szmelta
- Zagórze

## Demografia
Według danych GUS 31 grudnia 2023 miasto miało 53 316 mieszkańców. W ciągu ostatnich lat obserwuje się stały wzrost liczby ludności, spowodowany głównie dodatnim saldem migracji z Gdyni i całego Trójmiasta.
Piramida wieku mieszkańców Rumi w 2021:
Struktura demograficzna mieszkańców Rumi według danych z 31 grudnia 2007:
| Opis                                | Ogółem | Ogółem | Kobiety | Kobiety | Mężczyźni | Mężczyźni |
| ----------------------------------- | ------ | ------ | ------- | ------- | --------- | --------- |
| Jednostka                           | osób   | %      | osób    | %       | osób      | %         |
| Populacja                           | 44 796 | 100    | 22 966  | 51,27   | 21 830    | 48,73     |
| Wiek przedprodukcyjny (0–17 lat)    | 9061   | 20,23  | 4356    | 9,72    | 4705      | 10,5      |
| Wiek produkcyjny (18–65 lat)        | 29 934 | 66,82  | 14 773  | 32,98   | 15 161    | 33,84     |
| Wiek poprodukcyjny (powyżej 65 lat) | 5801   | 12,95  | 3837    | 8,57    | 1964      | 4,38      |

### Zmiana liczby ludności na przestrzeni lat
Dane od 2007 według GUS, według faktycznego miejsca zamieszkania:
| Rok  | Liczba ludności |
| ---- | --------------- |
| 2007 | 44 796          |
| 2008 | 45 095          |
| 2009 | 45 679          |
| 2010 | 46 107          |
| 2011 | 46 714          |
| 2012 | 47 148          |
| 2013 | 47 374          |
| 2014 | 47 506          |
| 2015 | 47 812          |
| 2016 | 48 095          |
| 2017 | 48 632          |
| 2018 | 49 031          |
| 2019 | 49 230          |
| 2020 | 49 536          |
| 2021 | 49 672          |
| 2022 | 52 634          |

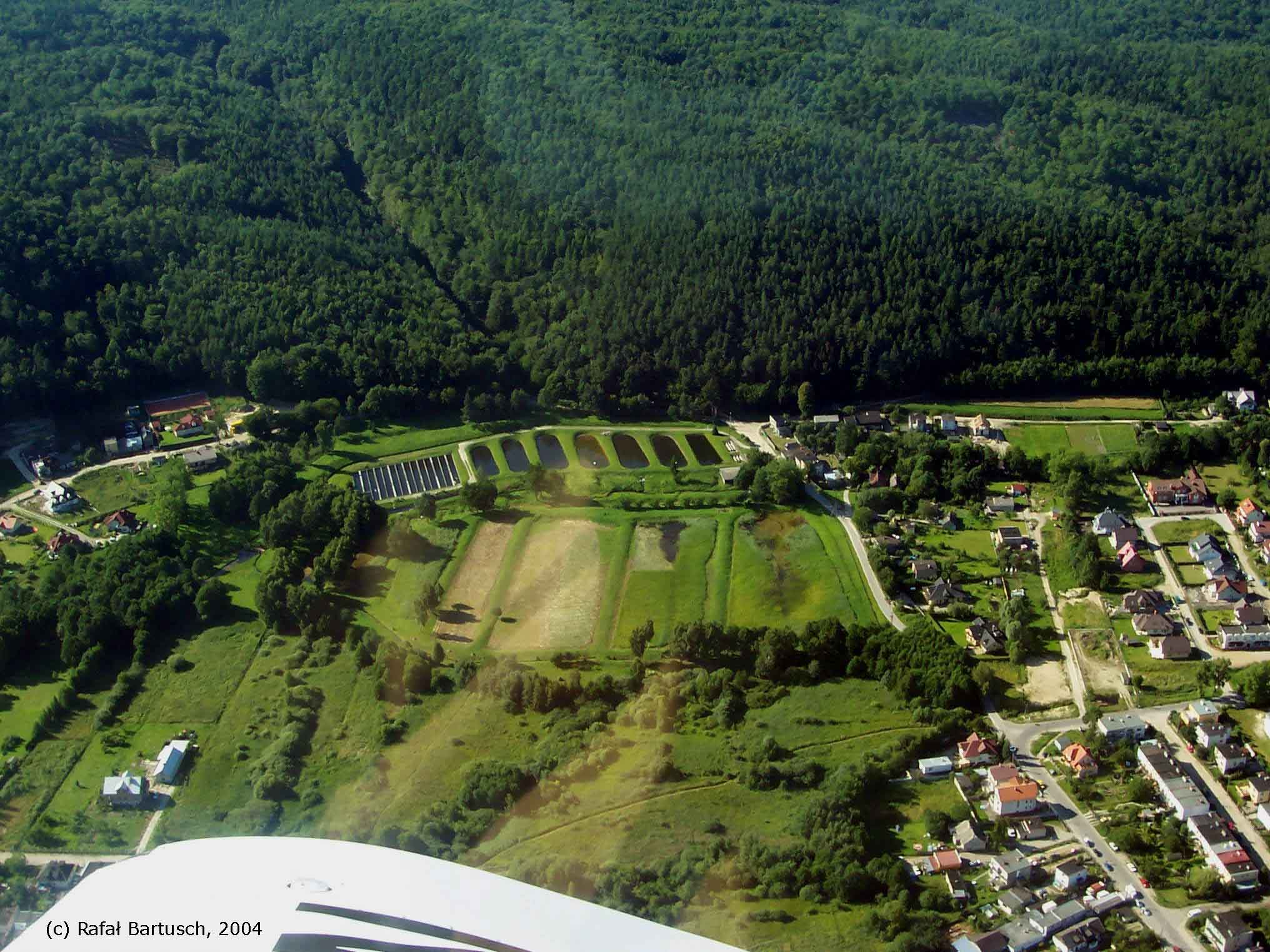
Rumia Szmelta

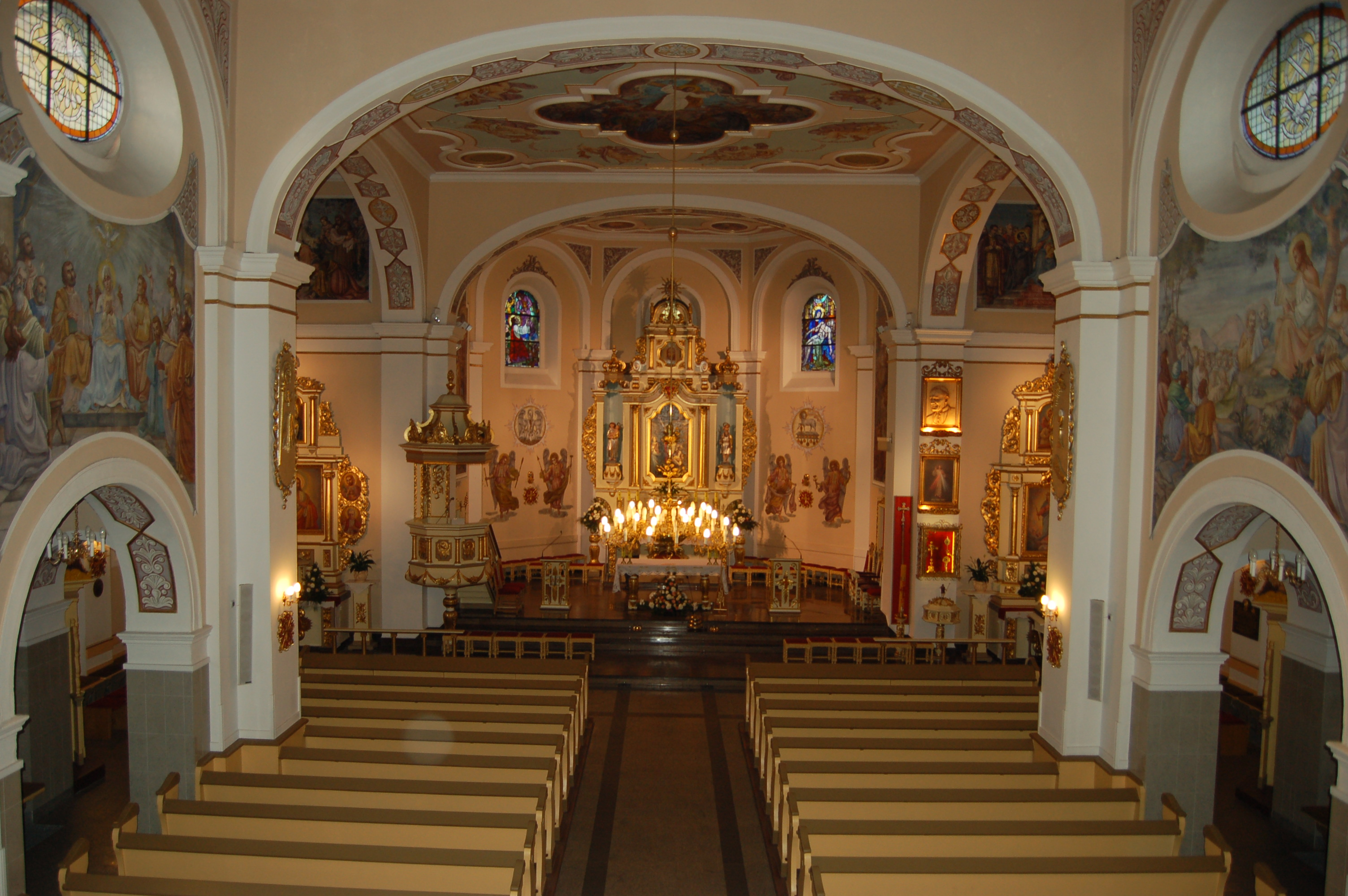
Kościół Podwyższenia Krzyża Świętego – widok z chóru kościelnego

Według danych z 2019 dochód gminy na mieszkańca wynosił 4806 zł.

## Zabytki
Zabytkami prawnie chronionymi są:

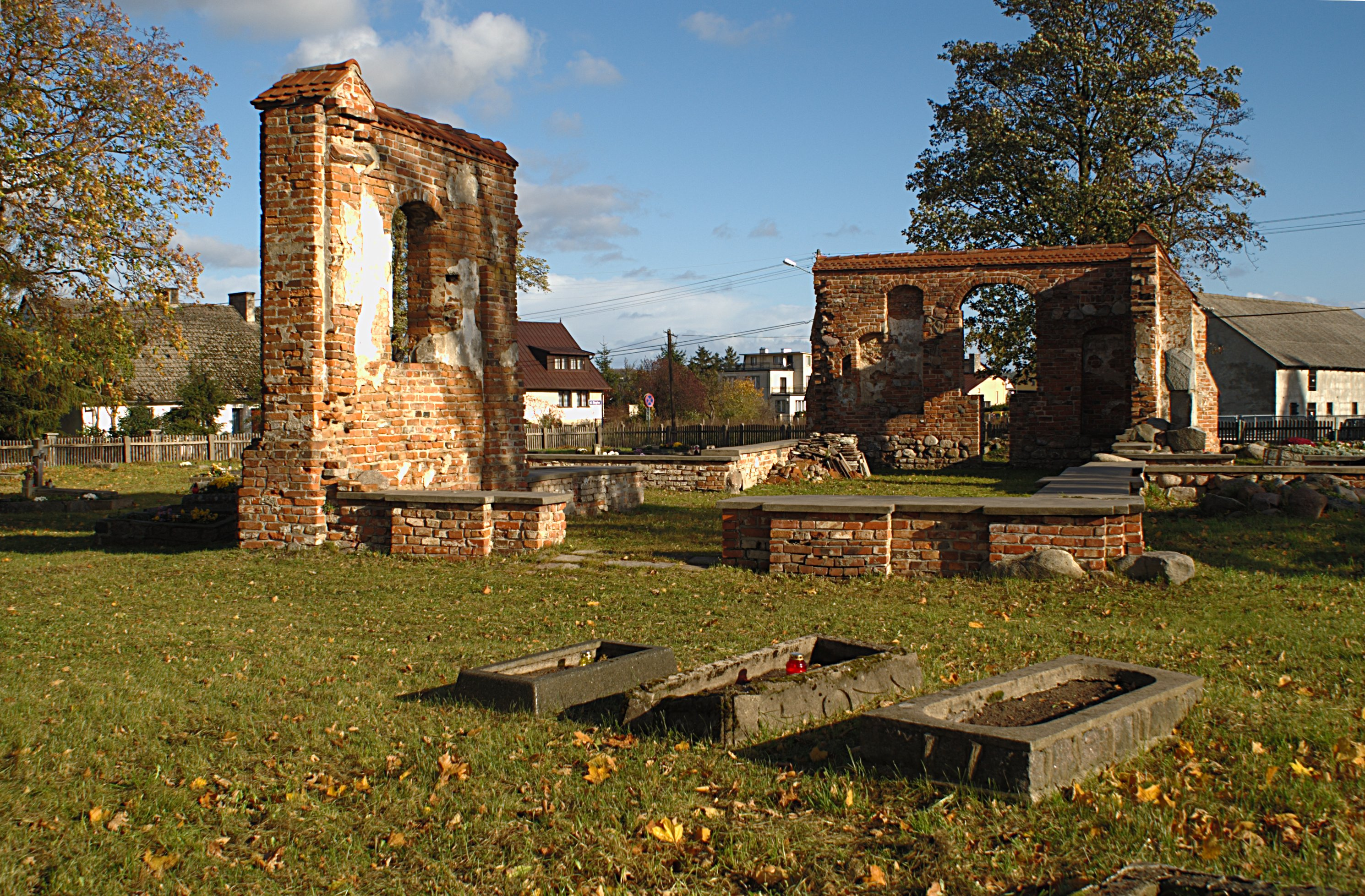
Ruiny kościoła Świętego Krzyża

- Cmentarz rzym.-kat., ul. Kościelna 19, 1538 / 2. poł. XIX w.,
- Ruiny kościoła Świętego Krzyża.

Poza rejestrem zabytków znajduje się natomiast 200-letni piętrowy dworek w stylu klasycystycznym z przełomu XVIII/XIX w., znajdujący się przy ul. Mickiewicza 19 w parku nad Zagórską Strugą – obecnie siedziba powstałego w 1963 miejskiego domu kultury (tzw. Dworek Pod Lipami).

## Gospodarka
Według danych z 31 grudnia 2022 Rumia miała 5,4% mieszkańców bezrobotnych.

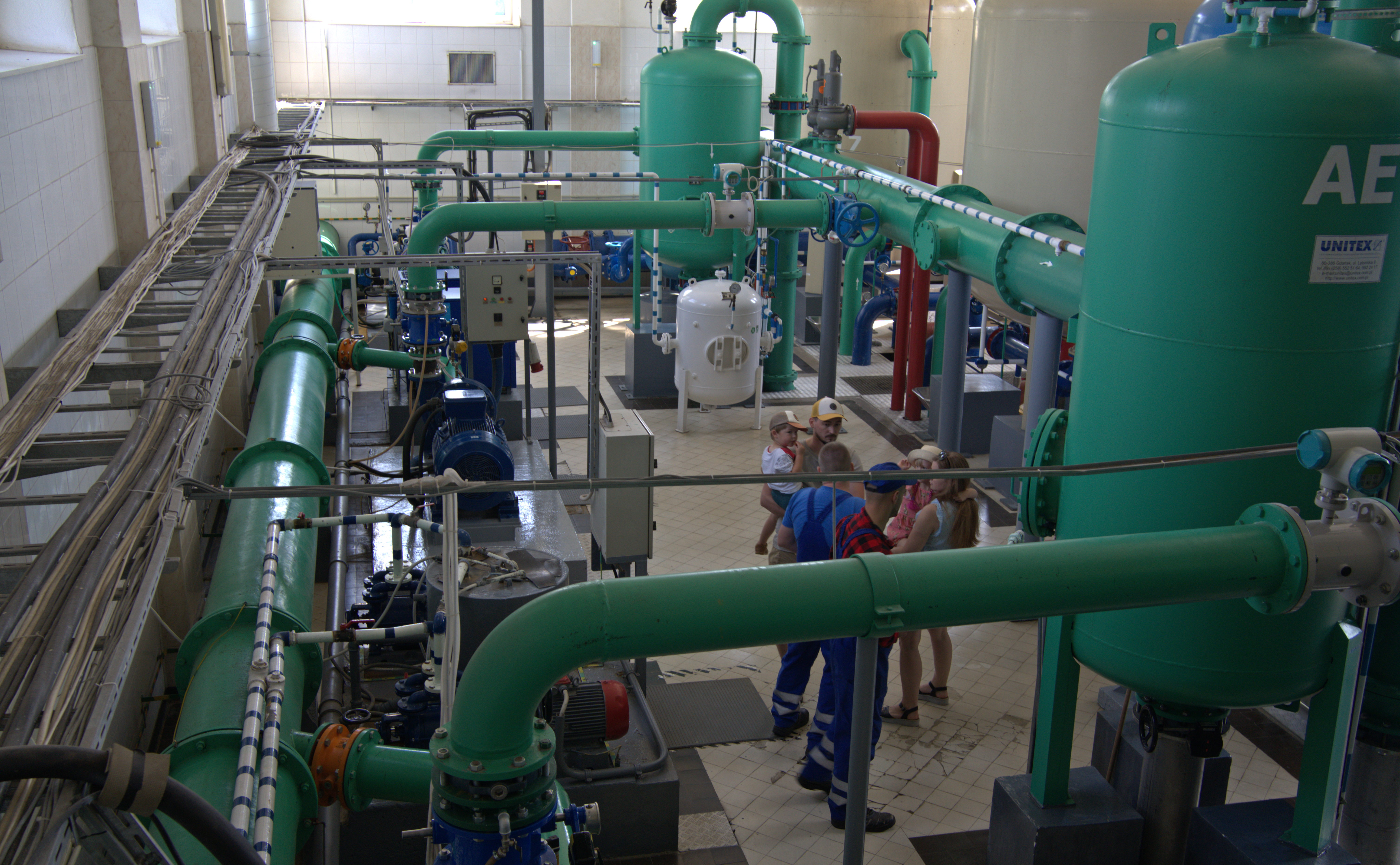
Stacja uzdatniania wody dla Gdyni

Budżet miasta na 2022:
- Dochody: 228.239.272 zł
- Wydatki: 258.328.972 zł

### Ważniejsze zakłady przemysłowe
- Fabryka Kotłów FAKO SA w Janowie
- RLS w Zagórzu (wchodzi w skład grupy Stoczni Remontowej w Gdańsku)
- Fabryka Mebli Tapicerowanych „Meblomak” w Janowie
- Fabryka Nici „Amanda” w Janowie
- Grupa Kapitałowa „Rubo” w Janowie; produkcja i serwis rusztowań

### Ważniejsze zakłady spożywcze i handlowe
- Zakłady Mięsne „Kummer” w Rumi
- Palarnia Kawy „Darboven Poland” w Janowie
- Centra Handlowe „Port Rumia” w Białej Rzece (niedaleko granicy z Redą) i „Galeria Rumia” w Zagórzu
- Restauracje sieciowe McDonald’s i KFC
- Castorama
- Leroy Merlin

## Transport

### Drogi krajowe i wojewódzkie
Przez Rumię przebiega droga wojewódzka nr 468 (dwupasmowe ulice Jana III Sobieskiego i Grunwaldzka), dawniej przebiegał tu odcinek drogi krajowej nr 6, jednak po ukończeniu trasy kaszubskiej, straciła ona miano drogi krajowej.
Swoją trasę do niedawna rozpoczynała tu droga wojewódzka nr 100 (jednopasmowe ulice Starowiejska i I Dywizji Wojska Polskiego) jednak po przejęciu drogi przez władze powiatu puckiego, rada powiatu uchwaliła, że drogę pozbawia się kategorii drogi powiatowej.

### Transport zbiorowy

#### Pociągi
Przez Rumię kursują pociągi na liniach kolejowych 202, 228 i 250. Pasażerowie mogą korzystać z 2 stacji:

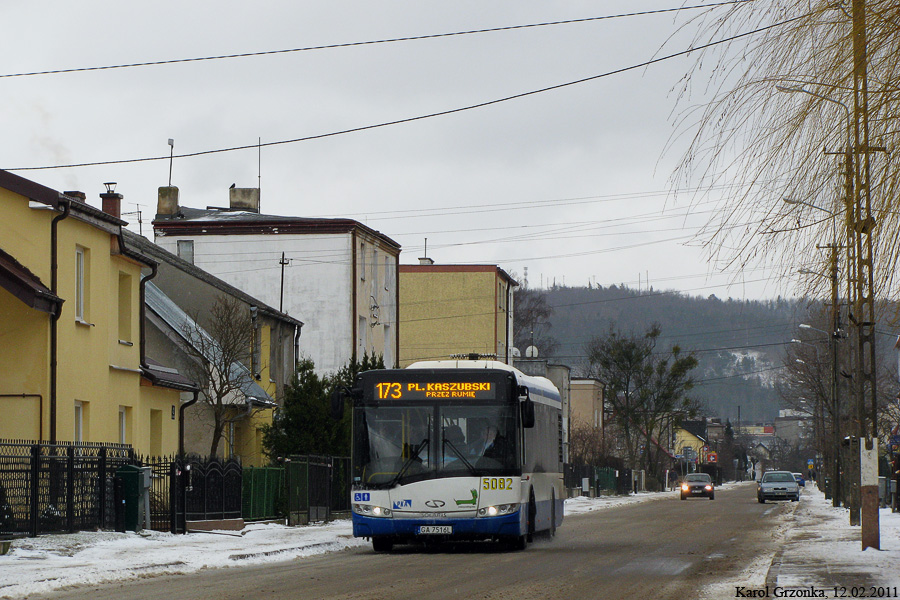
Autobus ZKM Gdynia jadący ul. Hieronima Derdowskiego

| Nazwa        | Zdjęcie | Linie kolejowe | Rodzaje przewozów                                           | Ilość pasażerów dziennie |
| ------------ | ------- | -------------- | ----------------------------------------------------------- | ------------------------ |
| Rumia        |         | 202 228250     | pociągi dalekobieżne pociągi regionalne pociągi podmiejskie | ok. 10 700               |
| Rumia Janowo |         | 250            | pociągi podmiejskie                                         | ok. 1500–2000            |

#### Autobusy miejskie
W Rumi komunikacja miejska na zlecenie Gminy Miasta Rumi jest obsługiwana przez ZKM Gdynia. Przez Rumię przejeżdżają autobusy MZK Wejherowo (działające na zlecenie Gminy Miasta Redy). Uczniowie z adresem zamieszkania w Rumi mają uprawnienia do bezpłatnych przejazdów na terenie miasta tylko autobusami ZKM Gdynia. 

#### Autobusy regionalne
Przez Rumię przejeżdżają obecnie 3 linie organizowane przez PKS Gdynia: 650 z Gdyni do Karwi, 651 z Gdańska do Karwi (nie zatrzymuje się jednak w Rumi) i 656 z Rumi do Pucka.

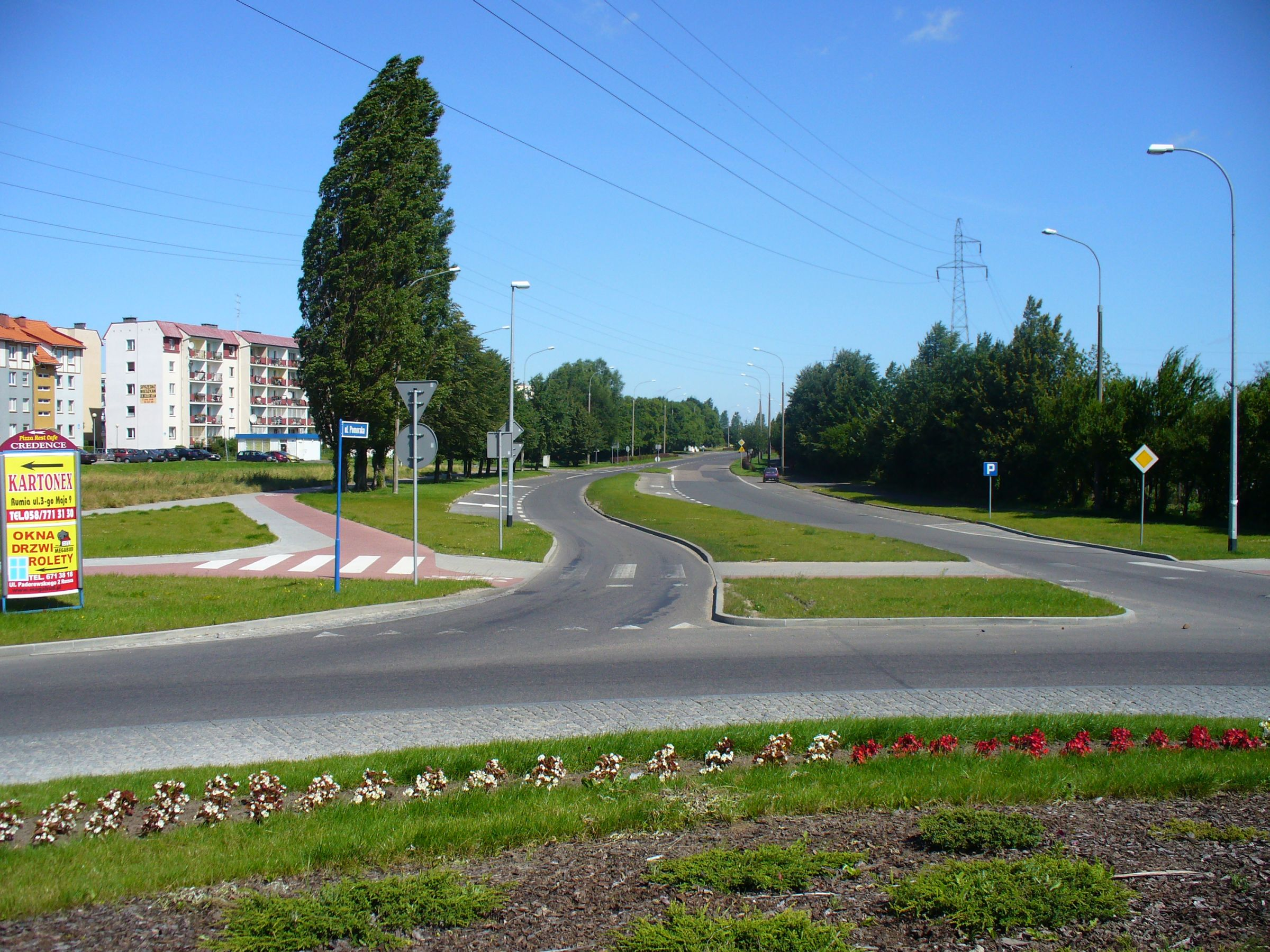
Ulica Pomorska
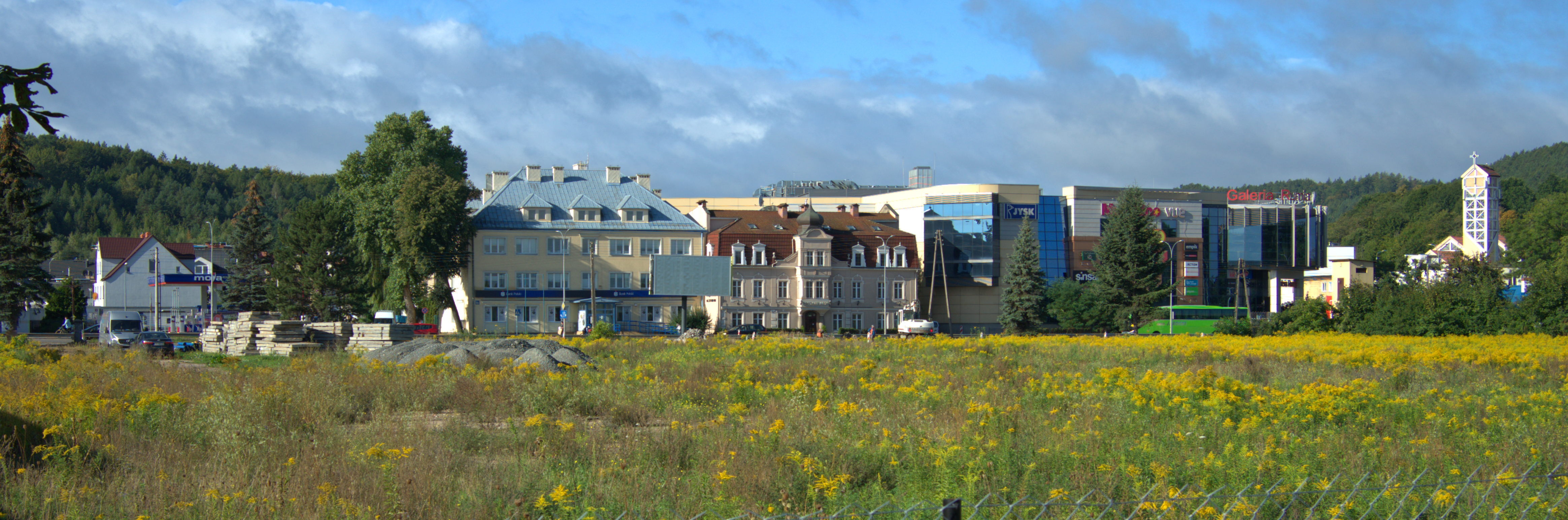
Ulica Sobieskiego
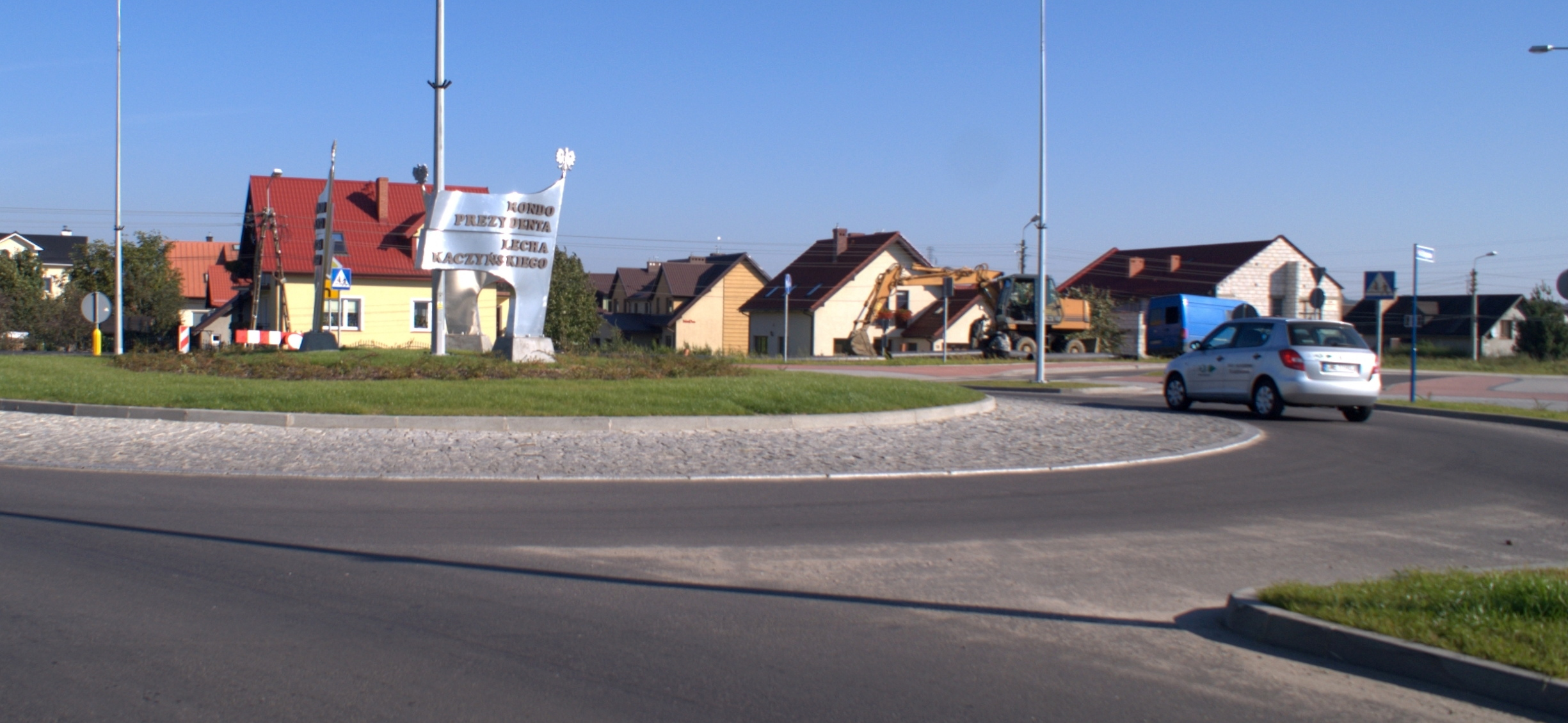
Rondo Prezydenta Lecha Kaczyńskiego w Rumi u zbiegu ulic Gdańskiej i Dębogórskiej
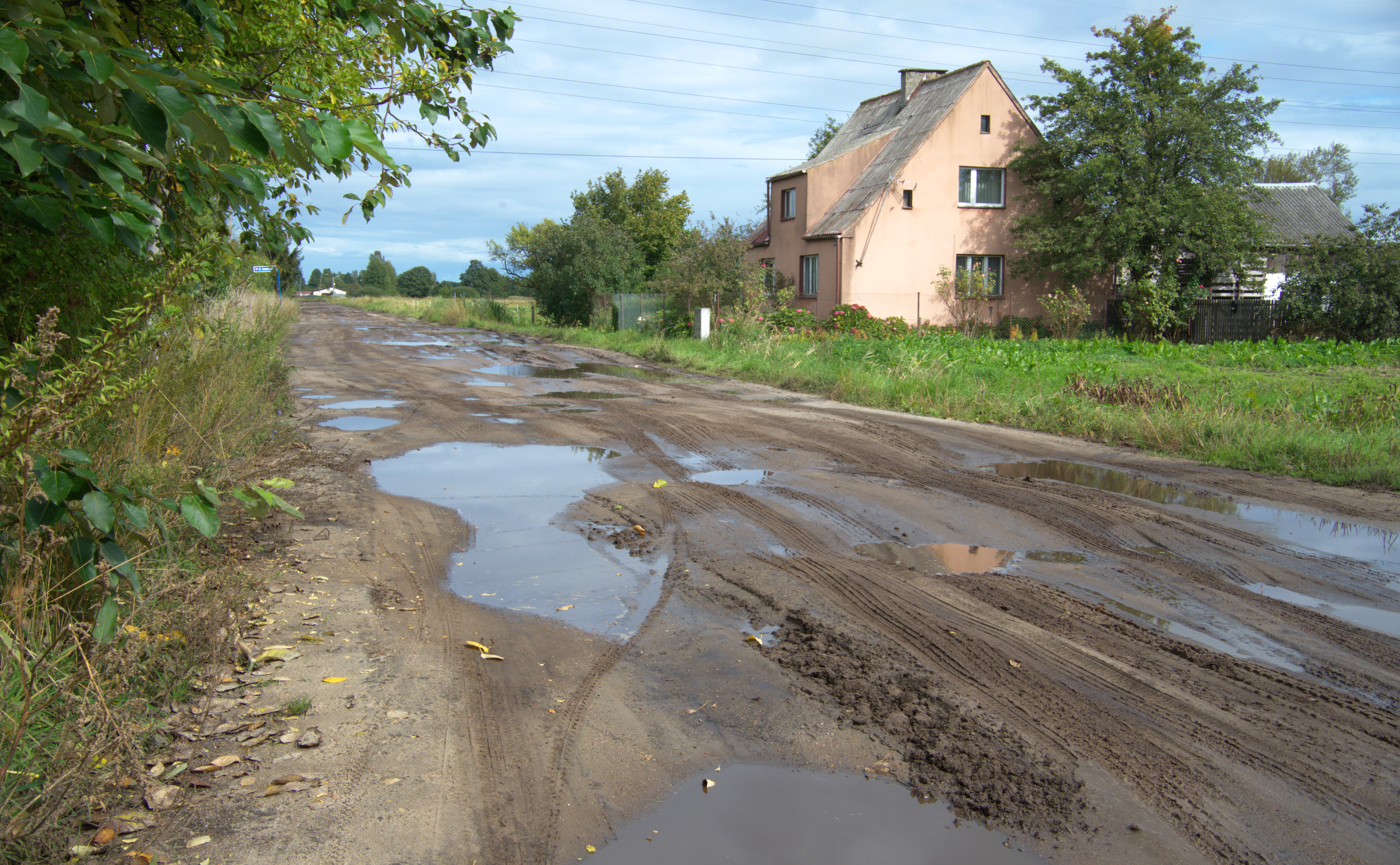
Ulica Różana

## Media
- Radio Kaszëbë
- „Goniec Rumski” – dodatek do „Polski – Dziennika Bałtyckiego”
- Portal „Rumia NaszeMiasto”
- „Gazeta Rumska”
- „Radio Norda FM”
- tymczasemwrumi.pl

## Oświata
Szkoły podstawowe:

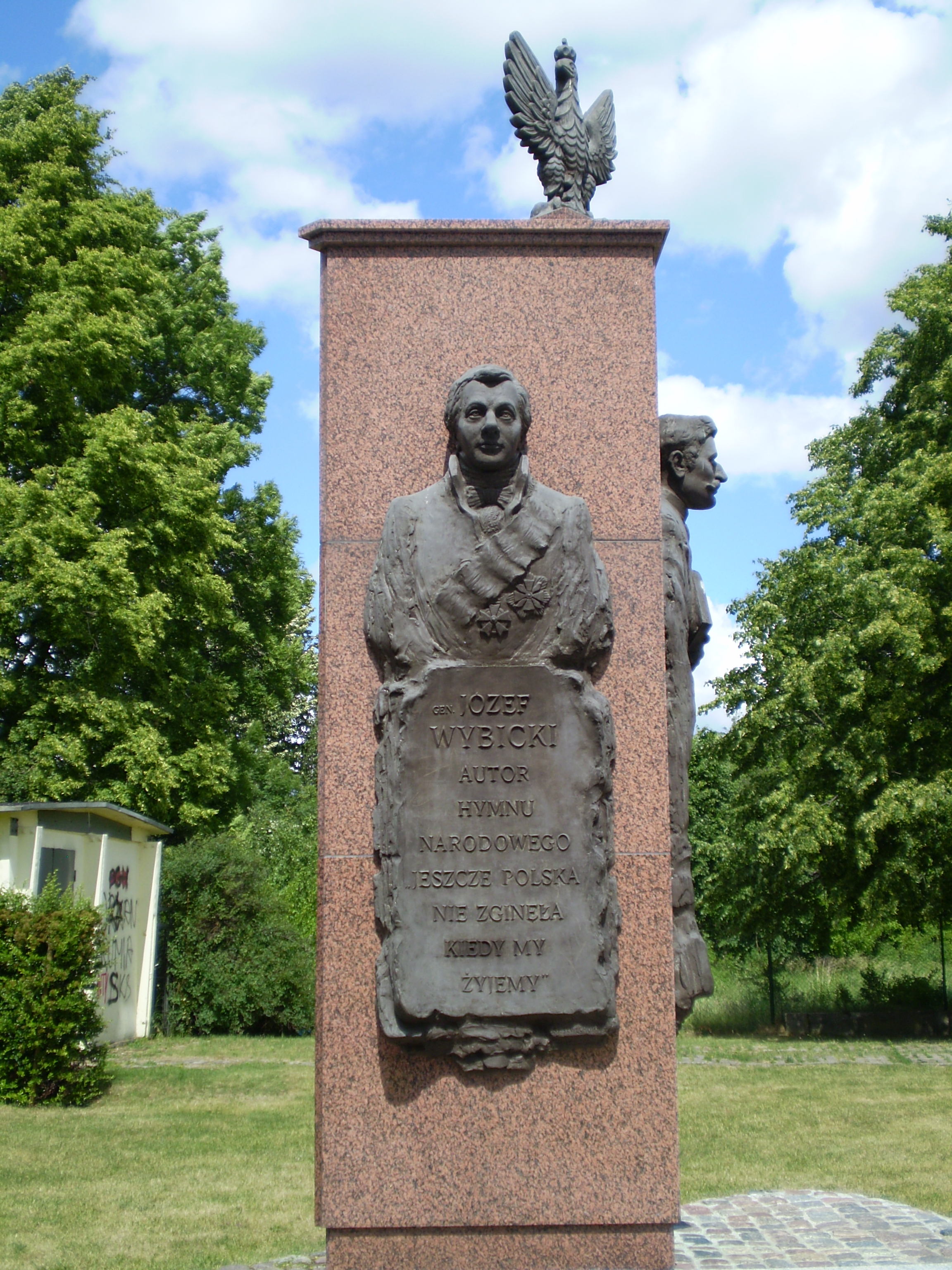
Pomnik Józefa Wybickiego – autora hymnu narodowego

- Szkoła Podstawowa nr 1 im. Józefa Wybickiego
- Szkoła Podstawowa nr 8 im. ks. Stanisława Ormińskiego
- Szkoła Podstawowa nr 6 im. Aleksandra Majkowskiego
- Szkoła Podstawowa nr 9 im. Kapitana żeglugi wielkiej Karola Olgierda Borchardta

- Szkoła Podstawowa nr 4 im. Janusza Korczaka
- Szkoła Podstawowa nr 10 im. Jana Brzechwy

- Szkoła Podstawowa nr 7 im. Karola Wojtyły
- Publiczna Szkoła Podstawowa Sióstr Salezjanek im. Świętej Rodziny w Rumi
- Ekologiczna Szkoła Społeczna
- Salezjańska Szkoła Podstawowa im. św. Dominika Savio
- Szkoła Podstawowa KREATYWNI

Szkoły średnie:
- II Liceum Ogólnokształcące im. Józefa Teodora Konrada Korzeniowskiego
- Salezjańskie Liceum Ogólnokształcące im. św. Jana Bosko
- Zespół Szkół Ponadgimnazjalnych Nr 1
- I Liceum Ogólnokształcące im. Książąt Pomorskich
- Liceum Ogólnokształcące dla Dorosłych
- Zespół Szkół Ponadgimnazjalnych Nr 2 im. Hipolita Roszczynialskiego
- Zasadnicza Szkoła Zawodowa

## Sport
- EDF Wybrzeże APS TPS Rumia – siatkówka kobiet
- „Siódemka” Rumia – Bieg na Orientację BnO
- Rugby Club Arka Rumia
- Orkan Rumia – piłka nożna mężczyzn
- SALOS Rumia – piłka nożna mężczyzn
- Rumia Ladies Academy – piłka nożna kobiet
- OKS Janowo – piłka nożna mężczyzn
- R.F.T.R. (Rumski Freeridowy Team Rowerowy) – klub kolarstwa ekstremalnego
- RKS Rumia (Rumski Klub Sportowy) – lekkoatletyka
- RKS Janowo (Rumski Klub Sportowy) – piłka nożna
- Tri-Team Rumia – triathlon i pływanie
- KJF Spin On Rolls Rumia – jazda figurowa na rolkach

## Wspólnoty wyznaniowe

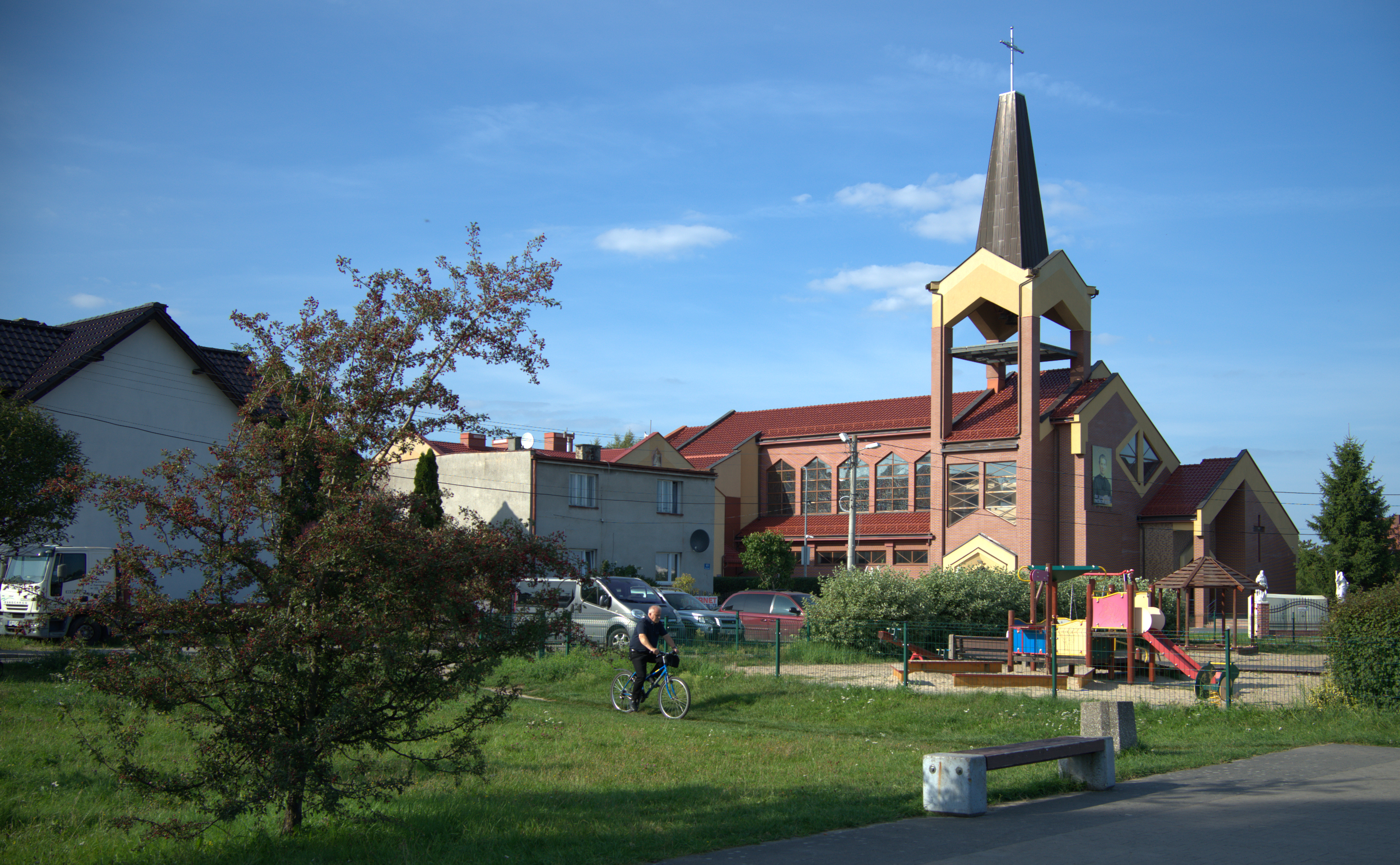
Parafia Bł. Edmunda Bojanowskiego w Białej Rzece

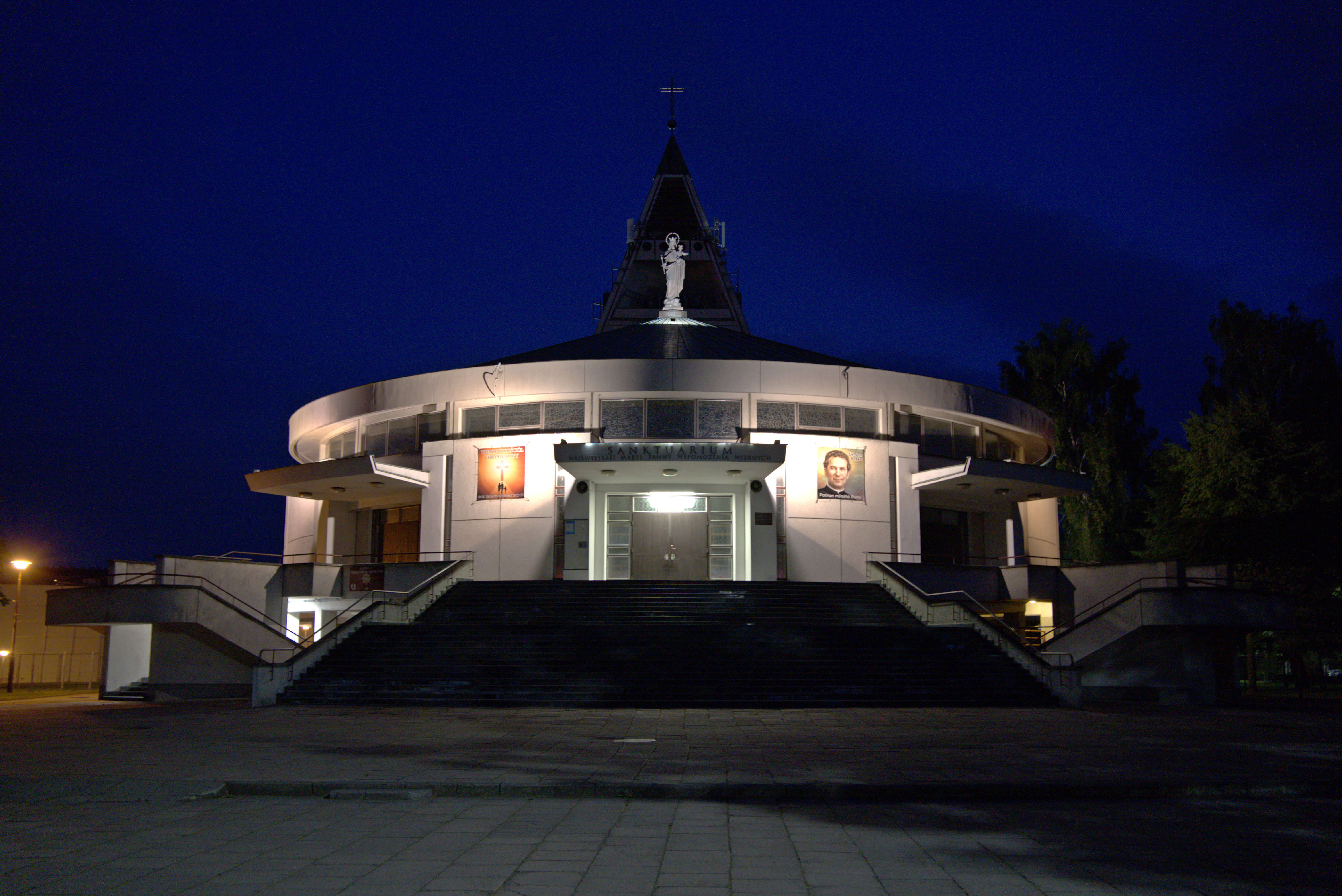
Parafia Najświętszej Maryi Panny Wspomożenia Wiernych w Rumi

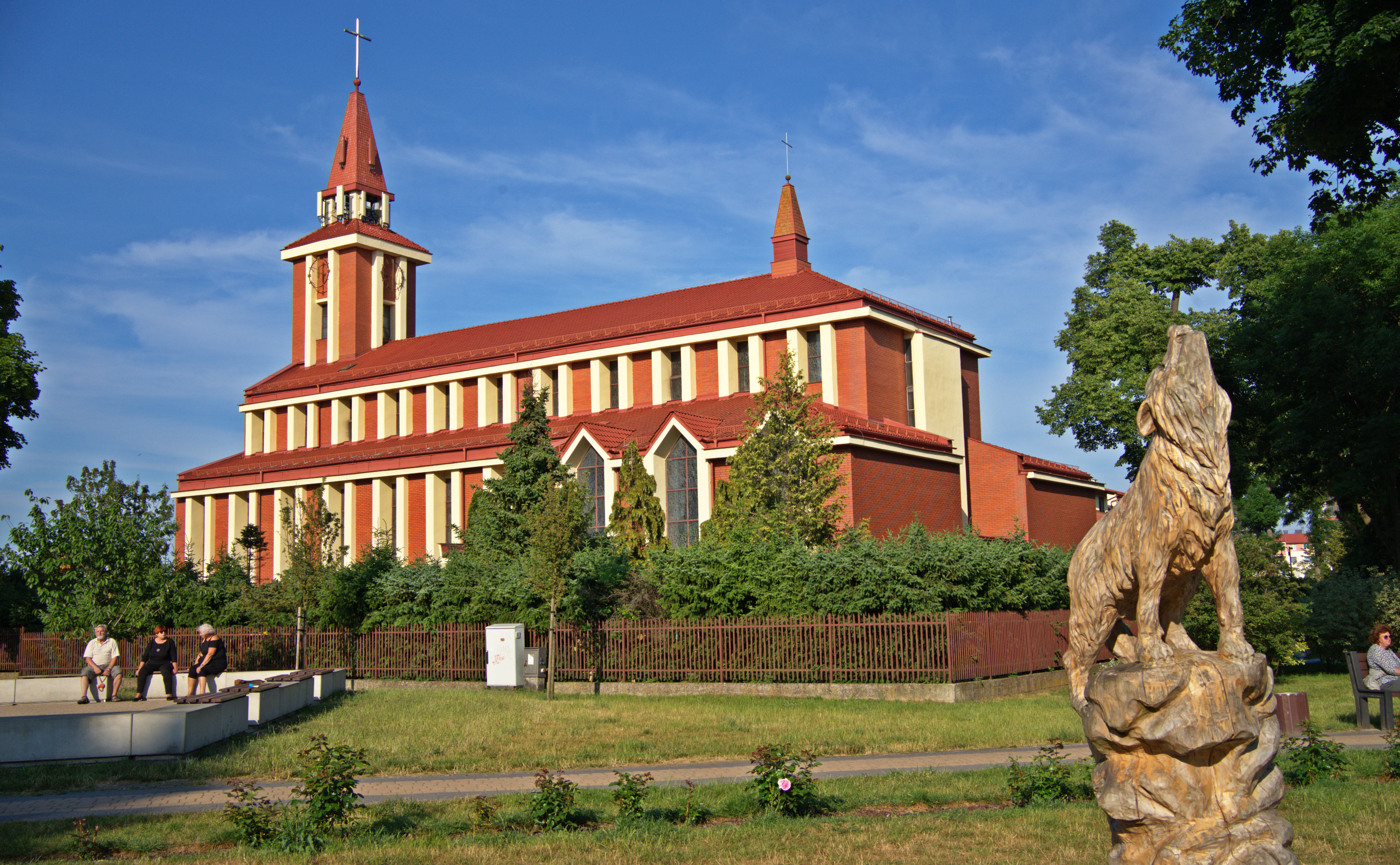
Kościół parafialny św. Jana z Kęt w Janowie

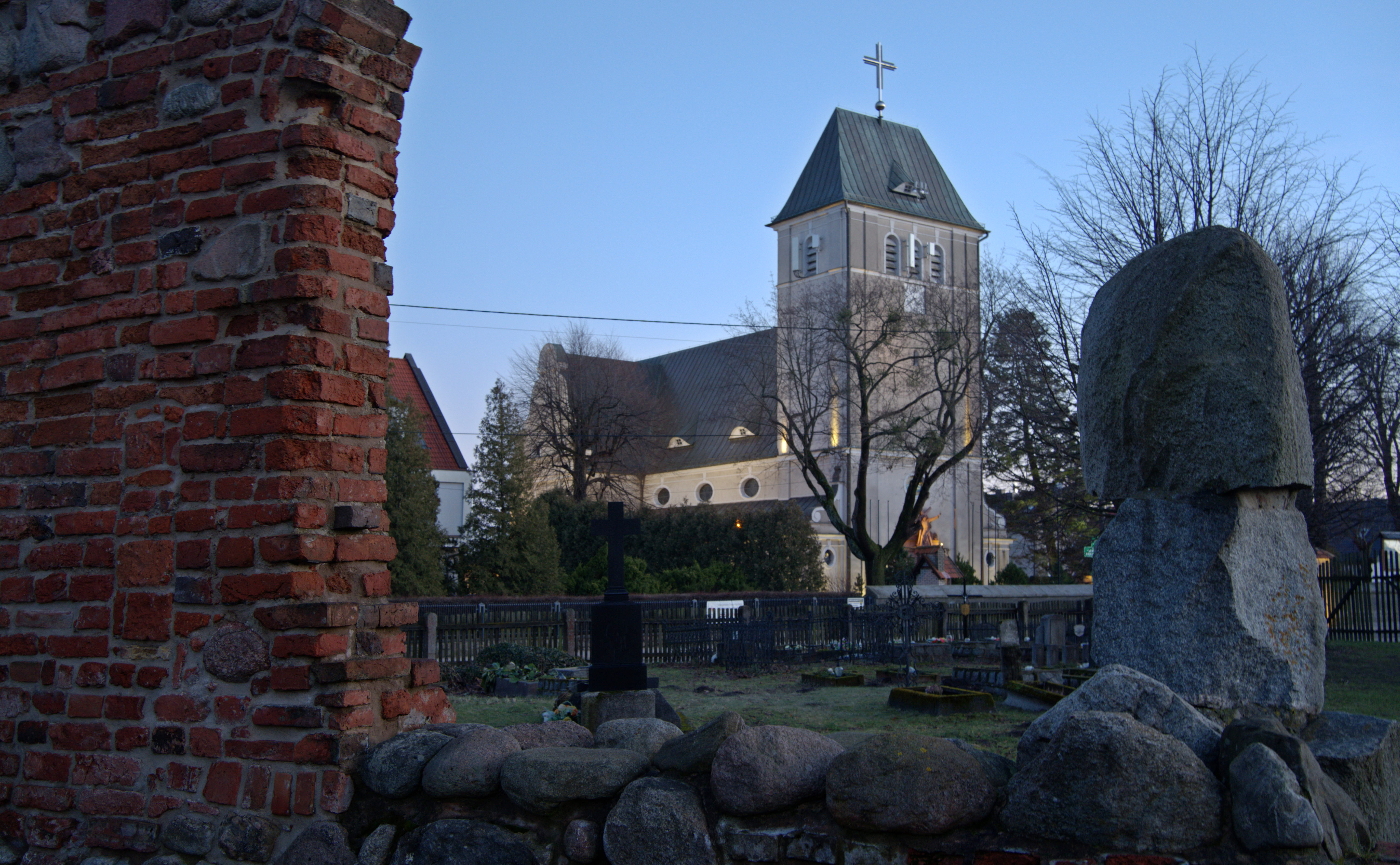
Neorenesansowy kościół Podwyższenia Krzyża Świętego, z lat 1913–1918

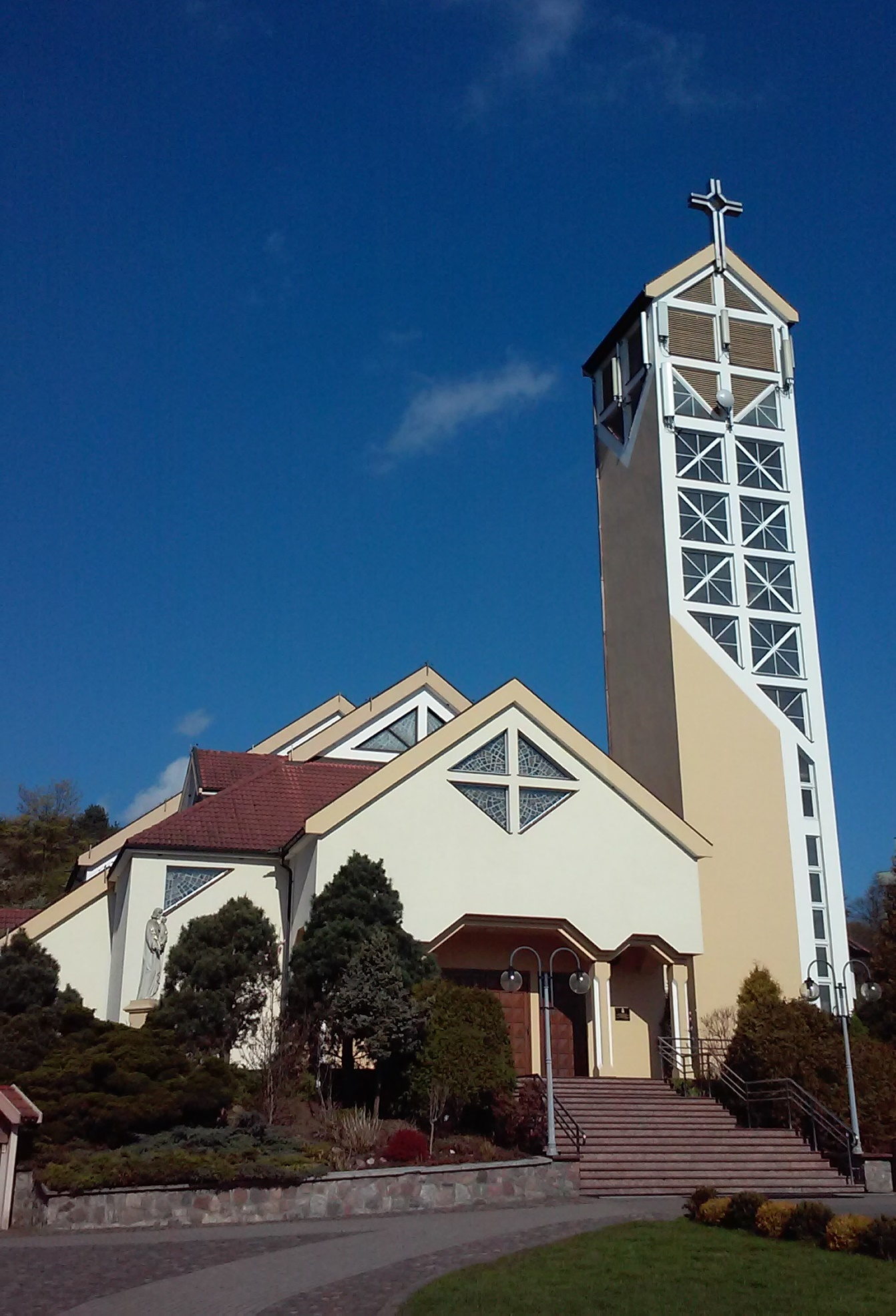
Kościół św. Józefa i św. Judy Tadeusza

### Kościół rzymskokatolicki
Parafie:
na terenie miasta jest 5 parafii, które wchodzą w skład dekanatu Reda:
- parafia pw. Bł. Edmunda Bojanowskiego i Antoniego Padewskiego w Białej Rzece
- parafia pw. św. Jana z Kęt w Janowie
- parafia pw. Najświętszej Maryi Panny Wspomożenia Wiernych
- parafia pw. Podwyższenia Krzyża Świętego w Starej Rumi
- parafia pw. św. Józefa i św. Judy Tadeusza w Zagórzu

Domy zakonne:
- Dom zakonny Sióstr Zmartwychwstania Pańskiego
- Domy zakonne Towarzystwa Salezjańskiego (Salezjanie)
- Domy zakonne Córek Maryi Wspomożycielki (Salezjanki)

### Kościoły protestanckie
- Kościół Chrześcijańska Wspólnota Jordan[28]

### Świadkowie Jehowy
- Świadkowie Jehowy:
  - zbór Rumia (Sala Królestwa ul. Mickiewicza 33)[29]

### Buddyzm
- Buddyjski Związek Diamentowej Drogi Linii Karma Kagyu

### Kościół Ewangelicki
Kościół Ewangelicki w Rumi – neogotycki kościół zbudowany w latach 1858–1859 w Rumi. Poświęcony 24 lipca 1859. W czasie II wojny światowej doznał znaczących uszkodzeń. Po wojnie kościół został rozebrany i częściowo zaadaptowany na salę gimnastyczną Szkoły Podstawowej nr 1. Przy kościele istniały cmentarz ewangelicki i szkoła.

## Administracja
Rumia jest gminą miejską. W tutejszej radzie miasta zasiada 21 radnych. Miasto jest członkiem następujących organizacji: Związek Miast Polskich, Komunalny Związek Gmin „Dolina Redy i Chylonki”, Metropolitalny Związek Komunikacyjny Zatoki Gdańskiej oraz Stowarzyszenie Turystyczne „Ziemia Wejherowska”.

### Zarządzający Rumią
- 1920–1933 Izydor Wysiecki (wójt)
- 1933–1934 Hilary Jarzębiński (wójt)
- 1934–1939 Hipolit Roszczynialski (wójt)
- 1939–1943 Max Hils (komisarz urzędowy)
- 1943–1945 Paul Hoering (komisarz urzędowy)
- 1945 Feliks Sobecki (wójt)
- 1945–1946 Wojciech Marczyński (wójt)
- 1946–1947 Klemens Literski (wójt)
- 1947–1950 Marian Dudzik (wójt)
- 1950–1952 Leon Kulling (przewodniczący Prezydium Gminnej Rady Narodowej (GRN))
- 1950–1952 Władysław Lessnau (przewodniczący Prezydium GRN)
- 1952–1954 Roman Paszki (przewodniczący Prezydium GRN)
- 1954–1962 Jan Kłosiński (przewodniczący Prezydium Miejskiej Rady Narodowej (MRN))
- 1962–1965 Antoni Zelewski (przewodniczący Prezydium MRN)
- 1965–1968 Wojciech Elke (przewodniczący Prezydium MRN)
- 1968–1975 Jerzy Kijak (przewodniczący Prezydium MRN; od 1973 naczelnik)
- 1975–1982 Apolinary Bittner (naczelnik)
- 1982–1987 Zdzisław Kończyński (naczelnik)
- 1987–1990 Seweryn Czoska (naczelnik)
- 1990–1992 Tadeusz Wolski (burmistrz)
- 1992–2002 Jan Klawiter (burmistrz)
- 2002–2014 Elżbieta Rogala-Kończak (burmistrz)
- od 2014 Michał Pasieczny (burmistrz)

## Honorowi obywatele miasta
- Robert Korzeniowski
- Gunnar Legnegard
- Teresa Kulig-Viklund
- Edmund Wittbrodt
- Zygmunt Milczewski
- Katarzyna (Joanna) Kurowska
- Henryk Skorowski

## Imię „Rumia” nosiły lub noszą
- Drobnicowiec Polskich Linii Oceanicznych typu B-53/34 zbudowany w 1956 w Stoczni im. Komuny Paryskiej w Gdyni.
- Jacht szkolny Marynarki Wojennej RP typu Delphia 40 zbudowany w 2008 w Olecku.

## Współpraca

### Miasta siostrzane (zaprzyjaźnione)
- Polska, Dęblin
- Francja, Le Creusot
- Szwecja, gmina Hultsfred
- Niemcy, Blieskastel

### Miasta stowarzyszone
- Reda (w ramach Małego Trójmiasta Kaszubskiego)
- Wejherowo (w ramach Małego Trójmiasta Kaszubskiego)